# Loxofidonia buda
Loxofidonia buda är en fjärilsart som beskrevs av Swinhoe 1895. Loxofidonia buda ingår i släktet Loxofidonia och familjen mätare. Inga underarter finns listade i Catalogue of Life.